# Duinspleetvezelkop
De duinspleetvezelkop (Pseudosperma arenicola)  is een schimmel behorend tot de familie Inocybaceae. Hij komt voor in jonge bosjes op droog, kalkrijk duinzand. Hij vormt ectomycorrhiza vormend met Den (Pinus), Populier (Populus) en Wilg (Salix).

## Kenmerken

### Uiterlijke kenmerken
Hoed
De hoed is heeft een diameter van 25 tot 70 mm. Hoedkleur is meestal oker, maar kan ook bruinachtig zijn. Het hoedoppervlak is glad en fijnkorrelig, later ook rimose en meestal witachtig door velum.
Lamellen
De lamellen wittig tot donkerder olijfkleurig en zijn sinuate tot adnate aan de steel gehecht.
Steel
De steel heeft een lengte van 45-75 mm en een dikte van 6-14 mm. Het is wat dikker bij de steelvoet. De kleur is wit bij jonge vruchtlichamen en hij wordt langzaam bleek gelig.
Geur
De geur is spermatisch of fruitig.

### Microscopische kenmerken
De sporen zijn langwerpig en meten 12-16,5 (-18) × 6,0-8,5 (-9,0) µm. De cheilocystidia zijn dunwandig, kleurloos, utriform tot cillindrisch met gespen. Ze meten (42-) 43-83 (-105) × (9-) 10-17 (-20) µm. De basidia zijn in meerderheid 4-sporig, zijn iets gezwollen in het apicale gedeelte en meten 33-50 × 11-15 µm. Pleurocystidia zijn niet aanwezig.  De caulocystidia op het oppervlak van de steel zien er hetzelfde uit als de cheilocystidia.

## Verspreiding
De duinspleetvezelkop komt in Nederland zeldzaam voor. Hij staat op de rode lijst in de categorie 'Bedreigd'.